# Mdina

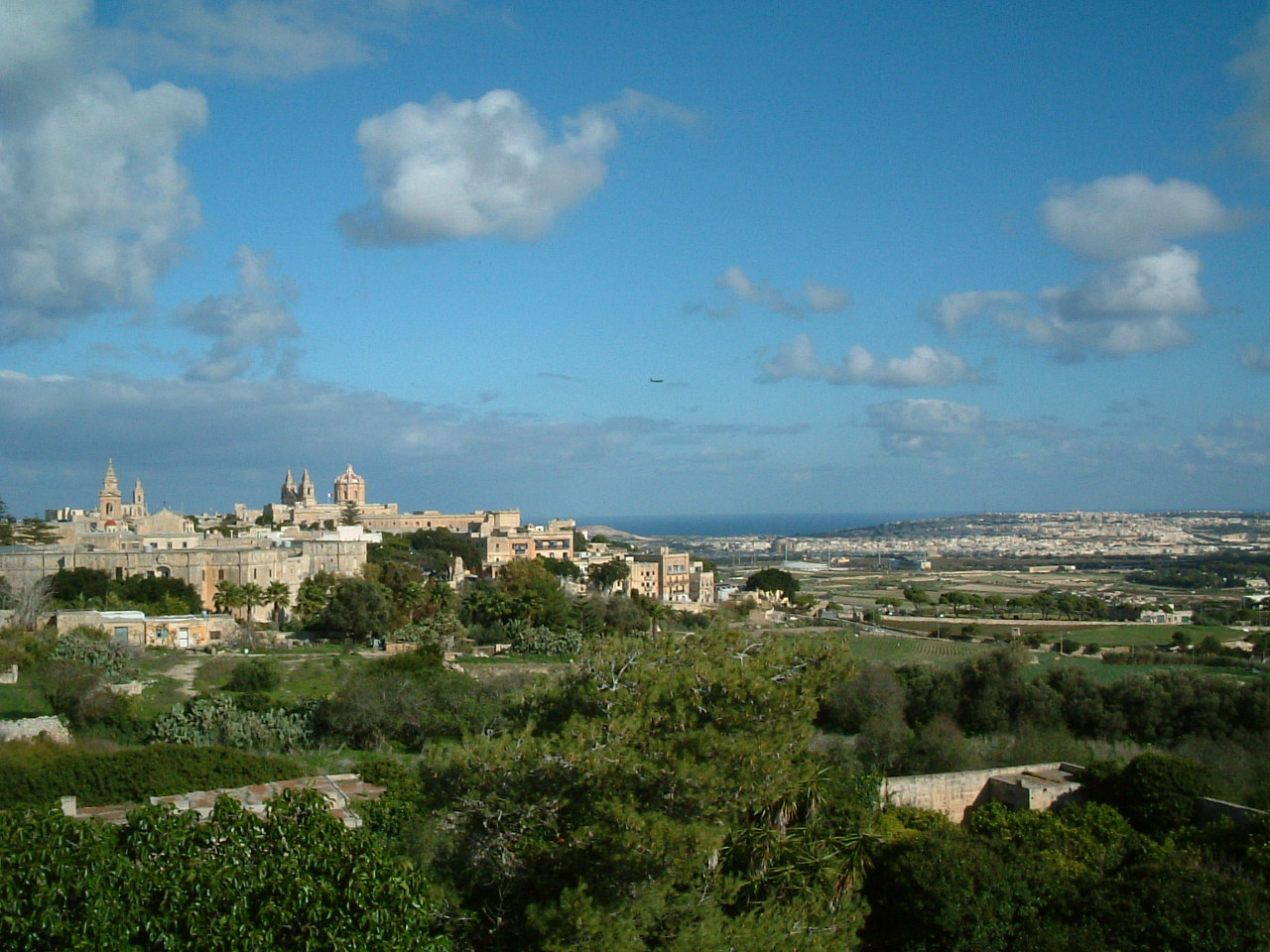

Mdina este vechea capitală a statului Malta.
Mdina sau Medina și în malteză L-Imdina este un oraș vechi numit în feniciană Melitta; cunoscut și sub denumirile Citta Vecchia sau Citta Notabile. Este un oraș fortificat în regiunea de nord a Maltei. A fost capitala insulei din antichitate până în 1530.

## Descriere
Mdina este un oraș medieval, cu ziduri de apărare, situat pe vârful unui deal, chiar în centrul insulei. Mdina este numit și Orașul tăcerii de către localnici și vizitatori. Orașul este limitat în interiorul zidurilor sale, și are o populație de puțin sub trei sute de locuitori este adiacent orașului Rabat. 

## Istorie
Este un oraș cu o istorie bogată. Dovezile arată că au existat așezări feniciene în Mdina, cu peste 4000 de ani inainte de Hristos. Acesta a fost probabil prima așezare îmbogățită de fenicieni, la anul 700 î.d.Hr., datorită locației sale strategice pe unul dintre cele mai înalte puncte de pe insulă. Când Malta a fost sub controlul Imperiului Roman, guvernatorul roman și-a construit palatul său aici. Și legenda spune că Apostolul Pavel a trăit aici după ce a naufragiat pe una din insule și propovăduit aici creștinismul. De fapt în toată insula vedem biserici și troițe închinate sf. Pavel. 

### Valurile de atacatori
Mdina datorează arhitectura actuală perioadei arabe, de la 870 până când normanzii au cucerit Malta în 1091. Ei au înconjurat cetatea cu fortificații defensive groase și un șanț larg, care o separă de cel mai apropiat oraș al său, Rabat. În 1429, sarazinii au încercat să cucerească cetatea, dar au fost respinși de către apărătorii săi. 

### Perioada creștină
Când Ordinul Sfântului Ioan a sosit în Malta la 26 octombrie 1530, Marele Maestru Philippe Villiers de L'Isle-Adam a promis să respecte drepturile poporului maltez, și a dat cheile orașului Mdina. Ordinul a continuat să se stabilească în Birgu, și Mdina a pierdut statutul de capitală. Nobilimea din Mdina a fost destul de ostilă Ordinului, deoarece a pierdut în cea mai mare parte puterea asupra restului populației. Fortificațiile medievale din Mdina au fost modernizate în timpul domniei lui Juan de Homedes y Coscon, iar orașul a rezistat atacului otoman în 1551. La sfârșitul Marelui Asediu al Maltei din 1565, apărătorii Mdinei au speriat armata otomană, care s-a retras. 

## Restaurări
Fortificațiile orașului au fost din nou refăcute în secolul al 17-lea. Orașul a fost grav afectat de cutremurul din Sicilia în 1693, și un număr mare de clădiri au fost distruse. După cutremur, catedrala a fost demolată și reconstruită. Iar orașul a fost restaurat în cursul secolului XVIII introducându-se elemente baroce.

## Personalități născute aici
- Joseph Calleia (1897 - 1975), actor american.